# 柏木弘美
柏木 弘美（かしわぎ ひろみ、1985年2月14日 - ）は、日本の女性声優。

## 人物
2006年3月までラムズに所属していた。その後、フリーを経て一時期カレイドスコープに在籍していたが、その後は不明。
趣味は音楽鑑賞。特技は水泳、スキー。

## 出演
太字はメインキャラクター。

### テレビアニメ
- スクールランブル（2004年、女子高生）
- Canvas2 〜虹色のスケッチ〜（2005年、バスケ部員）
- らいむいろ流奇譚X CROSS〜恋、教ヘテクダサイ。〜（2005年、井伊錦）

### ドラマCD
- からふるまきあ〜と #2、3（2004年、女子高生）
- TVアニメ「らいむいろ流奇譚X」オリジナルドラマ 式神温泉 みつごの湯（2005年、井伊錦）
- オリジナルCDドラマ ルーンムーン1 - 3（2005年、汐本ナナ）

### Vシネマ
- TWO-IN（2005年、宏美）

### ラジオ
- 柏木弘美のナチュラルスマイル（2004年 - 2006年、アニスタ.TV）
- こちらルーンムーン放送局（2004年 - 2005年、アニメイトTV・アニスタ.TV・音泉）
- Dear Voice Communication（2004年 - 2005年、ラジオ関西・アニスタ.TV）
- 智一・美樹のラジオビッグバン（2003年 - 2004年、文化放送）- 第三期BGP

### テレビ番組
- アニメぱらだいす!（キッズステーション/2004年4月 - 2005年3月）
- ExA-TV エキサイトニュースキャスター（WEBエキサイトアニメ/2005年10月 - 2006年1月）
- Dream Factory（キッズステーション/2004年4月 - 2005年4月）
- Dream Factory EX（アニスタ.TV/2004年8月

- 2005年5月）

### 映像商品
- アニフェス2004冬祭り〜下級生2＆らいむいろ流奇譚X イベントDVD〜（2005年3月25日）

## ディスコグラフィ

### キャラクターソング
| 発売日  | 商品名                                                                     | 歌                                                                 | 楽曲                   | 備考                                                                                      |
| 2005年  | 2005年                                                                     | 2005年                                                             | 2005年                 | 2005年                                                                                    |
| ------- | -------------------------------------------------------------------------- | ------------------------------------------------------------------ | ---------------------- | ----------------------------------------------------------------------------------------- |
| 1月26日 | 至純花/黄昏少女                                                            | らいむ隊Army                                                       | 「至純花」             | ゲーム・テレビアニメ『らいむいろ流奇譚X CROSS〜恋、教ヘテクダサイ。〜』オープニングテーマ |
| 1月26日 | 至純花/黄昏少女                                                            | らいむ隊Army                                                       | 「黄昏少女」           | ゲーム・テレビアニメ『らいむいろ流奇譚X CROSS〜恋、教ヘテクダサイ。〜』エンディングテーマ |
| 2月23日 | らいむいろ流奇譚X CROSS〜恋、教ヘテクダサイ。〜 CHARACTER VOCAL COLLECTION | 井伊錦（柏木弘美）                                                 | 「正統派コンプレクス」 | テレビアニメ『らいむいろ流奇譚X CROSS〜恋、教ヘテクダサイ。〜』挿入歌                     |
| 2月23日 | らいむいろ流奇譚X CROSS〜恋、教ヘテクダサイ。〜 CHARACTER VOCAL COLLECTION | 直江シュロ（今井麻美）、井伊錦（柏木弘美）、服部かすり（水野愛日） | 「血のかよう拳」       | ゲーム『らいむいろ流奇譚X CROSS〜恋、教ヘテクダサイ。〜』挿入歌                           |
| 8月10日 | Loon Moon Original Sound Track                                             | 柏木弘美                                                           | 「Moon River」         | ドラマCD『ルーンムーン』エンディングテーマ                                                |

### メンバー
1. ↑  門脇舞、今井麻美、柏木弘美、水野愛日、吉住梢